# 잉카 프리드리히
잉카 프리드리히(Inka Friedrich, 1965년 3월 7일 ~ )는 독일의 배우이다.

## 출연 작품
- 청춘일기 (2016)
- 피노키오의 모험 (2013)
- 고 웨스트 (2011)
- 스탑드 온 트랙 (2011)
- 디 험멜 (2010)
- 작년 겨울 (2008)
- 장벽 - 베를린 61년 (2006)
- 발코니에서 맞은 여름 (2006)
- 빌렌브로크 (2005)